# Peter Gruber (Fußballspieler)
Peter Gruber (* 7. September 1952 in München) ist ein ehemaliger deutscher Fußballspieler.

## Karriere
Gruber gehörte von 1976 bis 1980 dem Bundesliga-Kader des FC Bayern München als Abwehrspieler an.
Zu seinem Bundesliga-Debüt kam er erst in der Rückrunde am 15. Januar 1977 (18. Spieltag), in der es dem FC Bayern München bei Fortuna Düsseldorf nur zu einem torlosen Unentschieden reichte.
Er bestritt – bis auf den 31. Spieltag – alle Rückrundenspiele und erzielte sein erstes Bundesliga-Tor am 5. Februar 1977 (21. Spieltag), das in der 83. Minute den 1:0-Sieg im Heimspiel gegen Hertha BSC bedeutete. Die Anzahl seiner Einsätze nahm von Saison zu Saison stetig ab, dennoch gelang ihm ein weiteres Bundesliga-Tor. Am 19. Mai 1979 (32. Spieltag), bei der 2:4-Niederlage im Auswärtsspiel gegen den 1. FC Nürnberg, gelang ihm dieses mit dem Treffer zum zwischenzeitlichen 2:3 in der 77. Minute.
Des Weiteren kam er in jeweils zwei Spielen um den DFB-Pokal und um den Europapokal der Landesmeister und in sechs Spielen im UEFA-Pokal-Wettbewerb zum Einsatz. Am 28. September 1977 erzielte er in der 1. Runde des UEFA-Pokal-Wettbewerb im Rückspiel beim norwegischen Erstligisten Mjøndalen IF beim 4:0-Sieg das Tor zum zwischenzeitlichen 2:0 in der 52. Minute. Als Einwechselspieler für Josef Weiß in der 61. Minute bestritt er zudem das dritte Spiel der Gruppe 2 bei der 0:2-Niederlage gegen den AS Rom in der einmaligen Sonderveranstaltung des Intertoto-Cup-Wettbewerbs.
Insgesamt absolvierte Gruber 41 Bundesligaspiele; in seiner letzten Saison – nur dreimal eingesetzt – wurde er mit dem FC Bayern München Deutscher Meister.
Von 1980 bis 1983 absolvierte er 104 Spiele in der NASL, der nordamerikanischen Fußballliga, für Dallas Tornado, Tampa Bay Rowdies und Chicago Sting und erzielte fünf Tore. In der Hallensaison war für alle drei Vereine 44 Mal aktiv und erzielte 12 Tore.